# Kaisermanöver

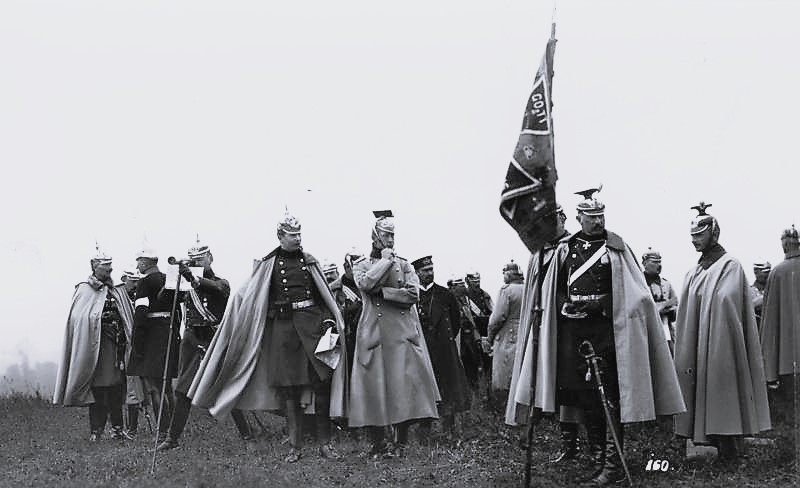
Kaisermanöver de 1908, en Alsace-Lorraine : ici l'empereur Guillaume II, le prince Auguste-Guillaume et le Kronprinz Guillaume.

Les Kaisermanöver, en allemand les « manœuvres impériales », désignent les grandes manœuvres militaires de l'armée allemande pendant la période impériale (1871-1918) ainsi que celles de l'armée austro-hongroise (1867-1918).
Ces manœuvres sont destinées à améliorer l’entraînement des troupes et des états-majors, avec valeur de test pour les règlements tactiques, mais aussi à affirmer la puissance militaire et le prestige de l'empire et de son empereur (celui-ci a le titre de commandant suprême de l'armée).
Un film autrichien de 1954 a eu pour titre Kaisermanöver, réalisé par Franz Antel.

## Manœuvres d'entraînement
Les Kaisermanöver sont organisées puis évaluées chaque année par la 6e section (Manöverabteilung) du Grand État-Major général de Berlin. Le plus souvent deux corps d'armée s'affrontent dans des jeux de guerre à taille réelle, le camp bleu contre le camp rouge : par exemple lors des manœuvres de 1904, le 9e corps affronte la Garde.
La localisation des manœuvres tourne entre les différentes régions de corps d'armée (Korpsbereiche) :
- 1898, Bavière ;
- 1899, Haute-Alsace ;
- 1900, Poméranie ;
- 1901, Posnanie et Prusse-Orientale ;
- 1902, Silésie ;
- 1903, Saxe ;
- 1904, Mecklembourg ;
- 1906, Silésie ;
- 1907, Westphalie ;
- 1908, Lorraine ;
- 1909, ?
- 1910, Prusse-Occidentale ;
- 1911, Hanovre ;
- 1912, Saxe ;
- 1913, Silésie.

Les manœuvres organisées par la Reichswehr pendant l'entre-deux-guerres furent appelées Feldmanöver.

## Mises en scène fastueuses
Les manœuvres impériales permettent de montrer la puissance de l'armée allemande aux autres États, représentés par des attachés militaires ainsi que par des journalistes. Ces manœuvres sont l'occasion de grandes revues, appelées Kaiserparade, et même de revue navale (Flottenparade) quand elles ont lieu près des côtes.

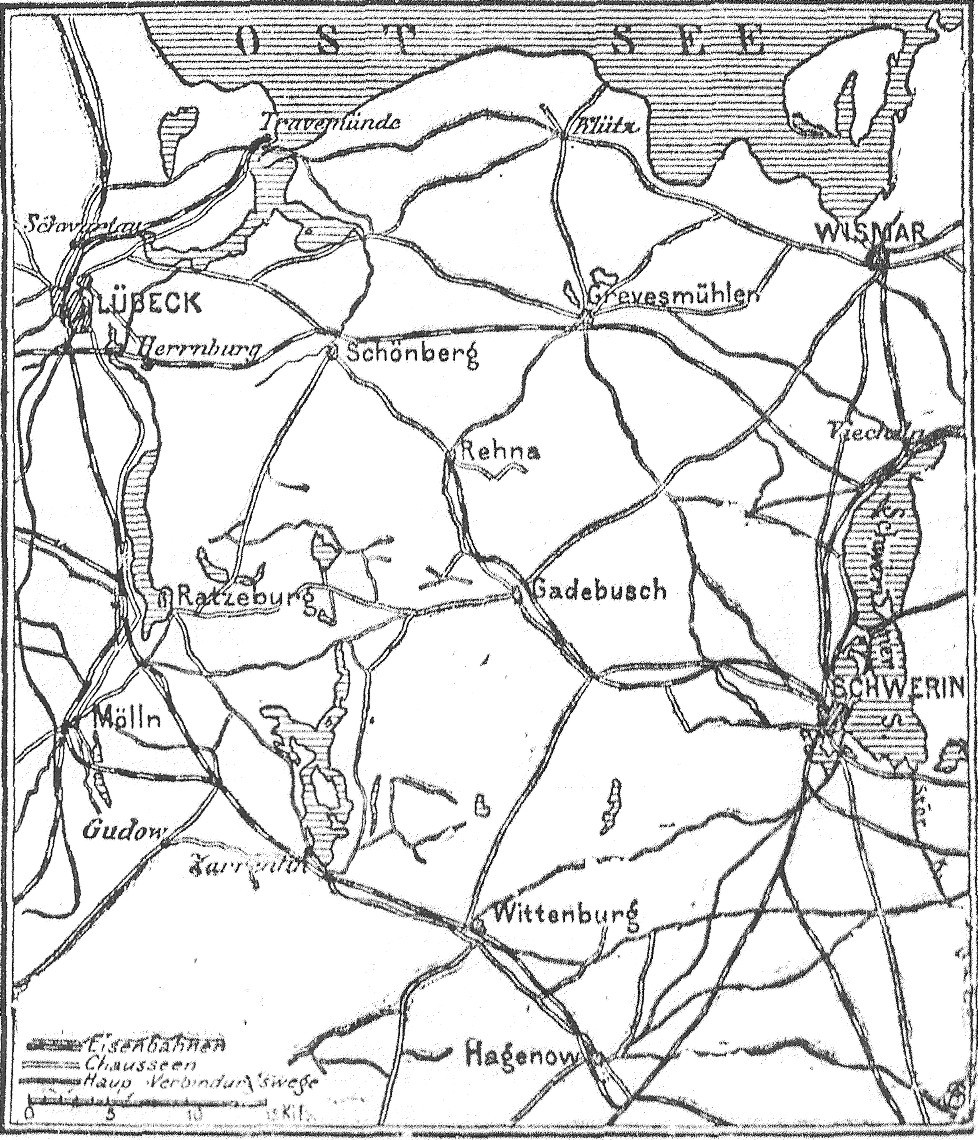
Localisation des Kaisermanöver 1904, entre Lübeck, Hagenow et Schwerin.
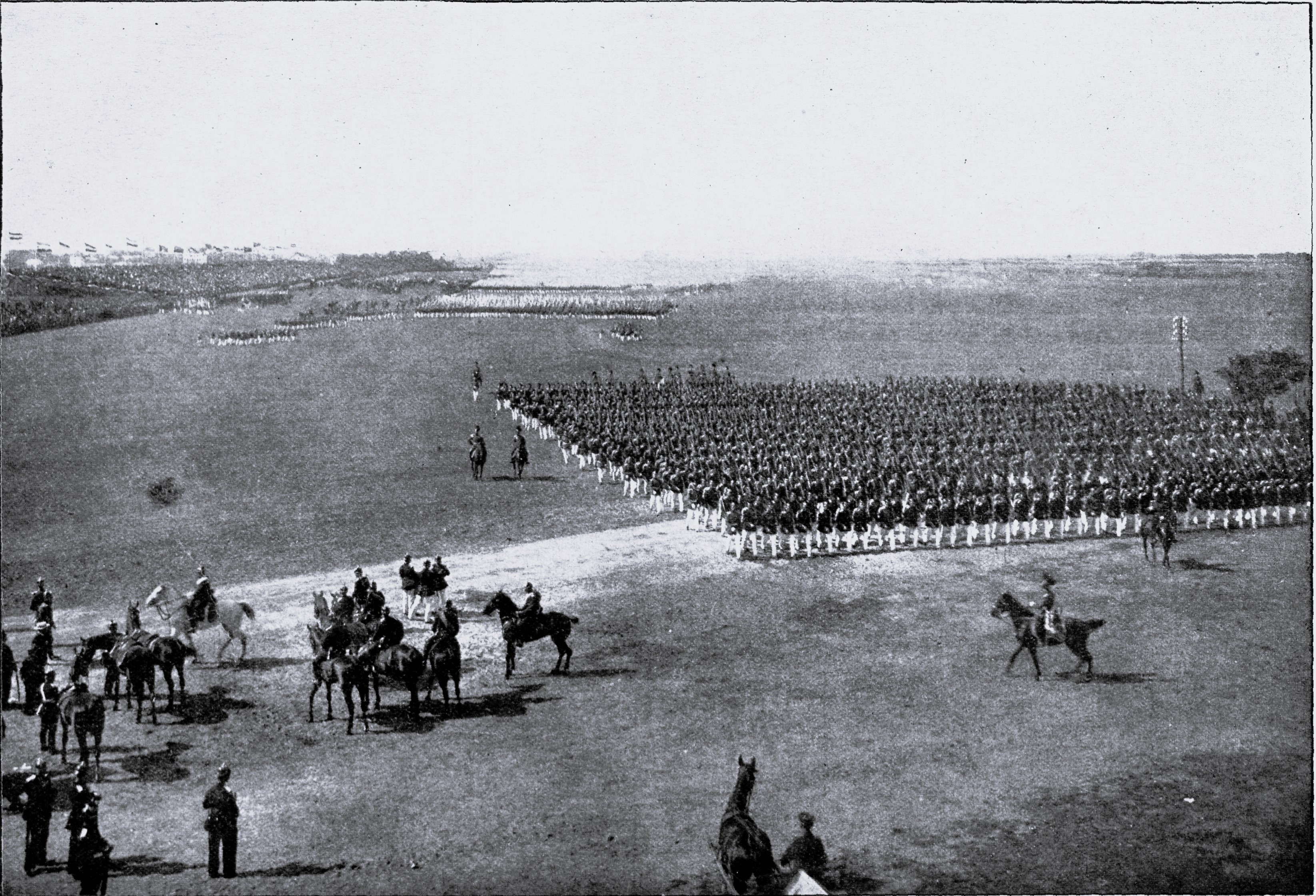
Défilé sur le champ de manœuvre d'Altona le 5 septembre 1904 : parade de l'infanterie en colonne par régiment devant l'empereur.
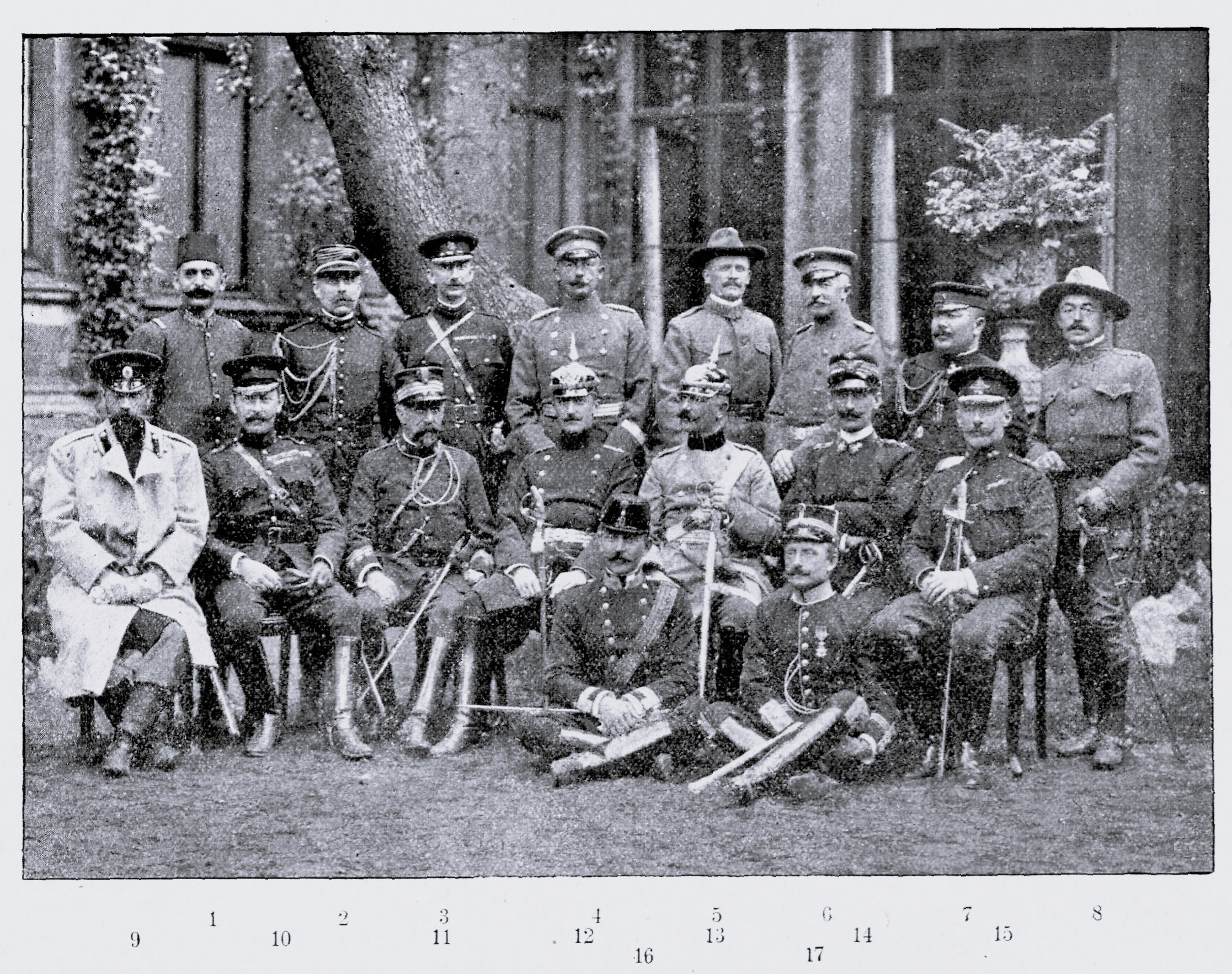
Les attachés militaires lors des Kaisermanöver de 1904. Debout : ottoman, français, britannique, saxon, américain, wurtembourgeois, japonais et américain ; assis : russe, britannique, espagnol, prussien, mecklembourgeois, italien, britannique ; à terre : autrichien et suédois.

L'empereur d'Allemagne Guillaume II avait la réputation d'apprécier lors des grandes manœuvres les attaques frontales en ordre dense et les charges massives de cavalerie. Après que le chef de l'État-Major Alfred von Schlieffen fut remplacé par Helmuth von Moltke, ce dernier réussit à empêcher l'empereur de prendre le commandement d'un des deux camps.

La cavalerie allemande aux manœuvres de 1912
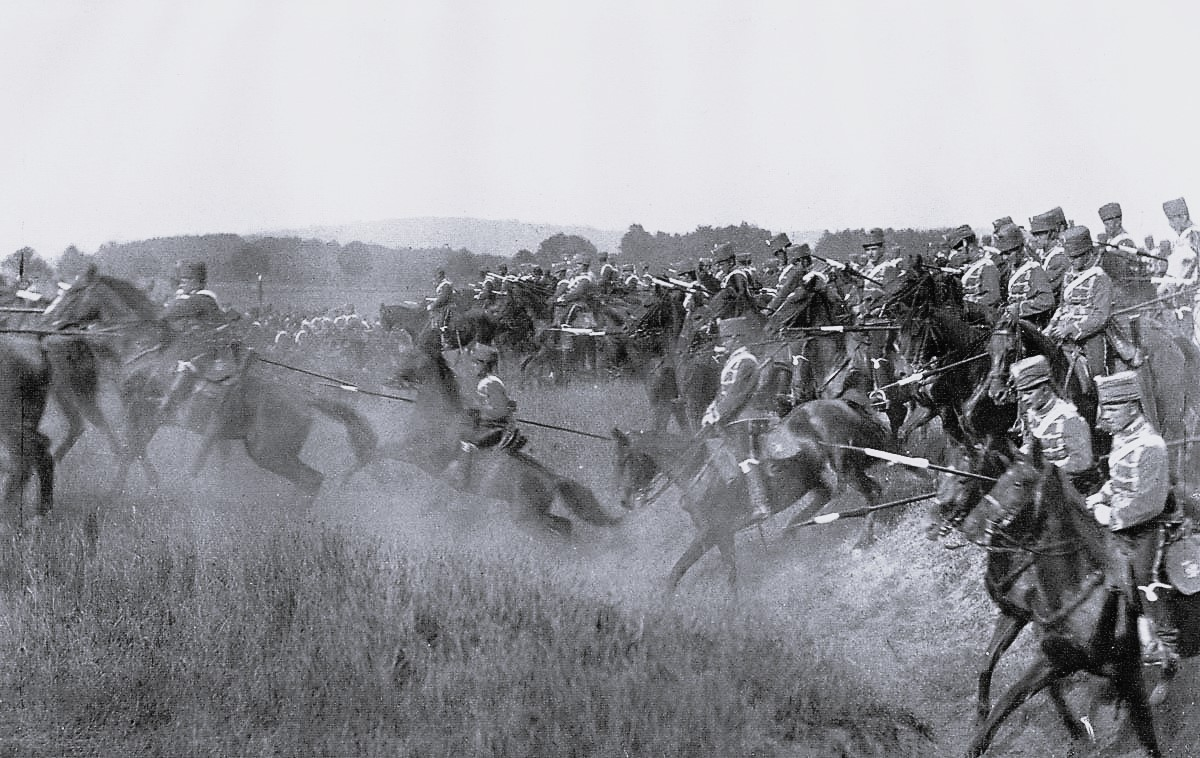
Charge de hussards.